# Szara Przełączka

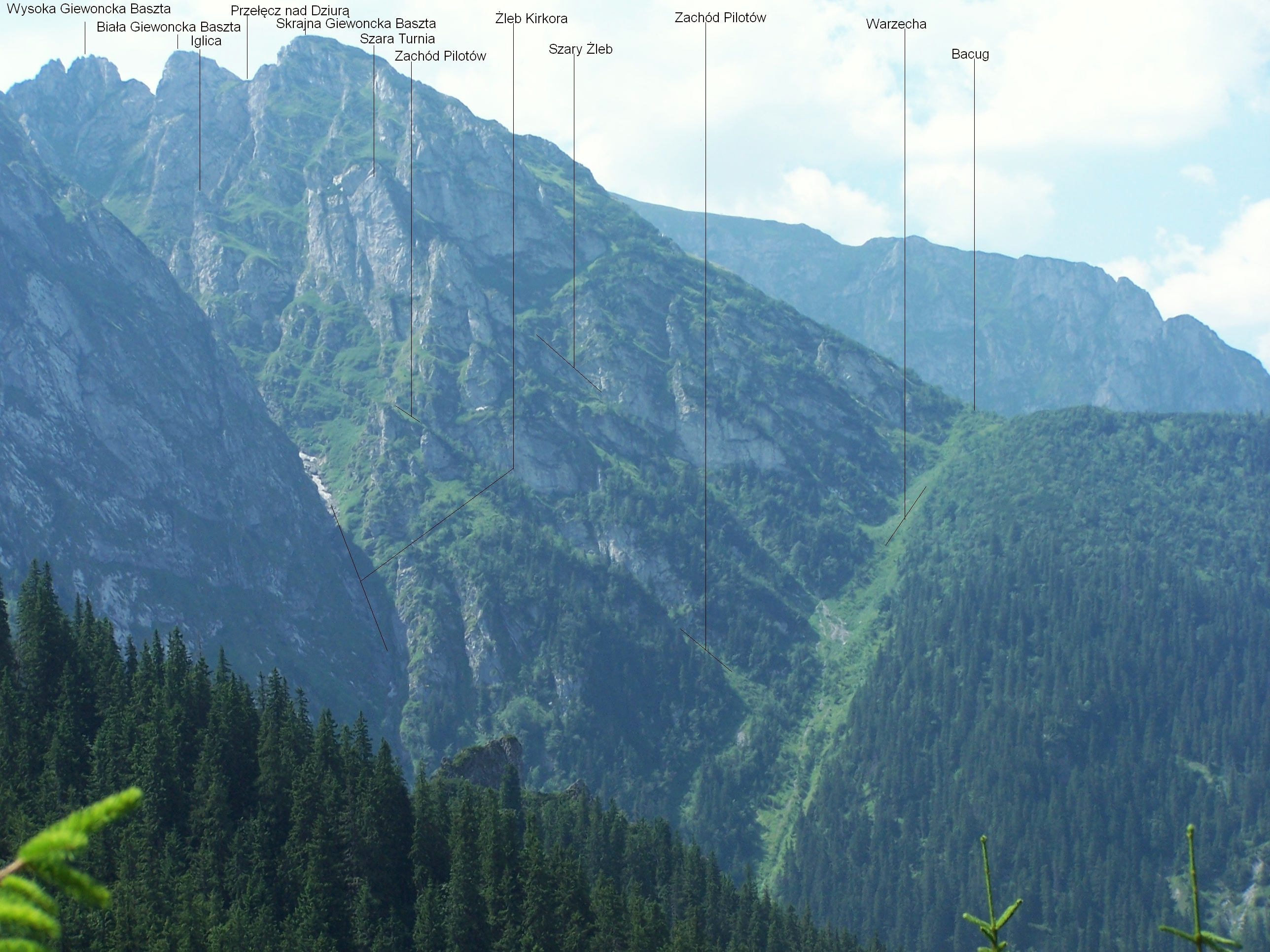
Widok na Mały Giewont z północno-wschodniej strony

Szara Przełączka (ok. 1640 m) – przełączka w północno-wschodnim żebrze Skrajnej Giewonckiej Baszty (ok. 1725 m) w Małym Giewoncie w Tatrach Zachodnich. Jest to wąskie i skaliste wcięcie w tym żebrze, oddzielające jej wierzchołek od południowego wierzchołka Szarej Turni (ok. 1650 m). Południowe ściany przełączki opadają do żlebu oddzielającego północno-wschodnie i wschodnie żebro Skrajnej Giewonckiej Baszty, w kierunku północnym opada wybitny Szary Żleb uchodzący do Warzechy.